# Pusztacsalád
Pusztacsalád is een plaats (község) en gemeente in het Hongaarse comitaat Győr-Moson-Sopron. Pusztacsalád telt 263 inwoners (2015).

## Afbeeldingen

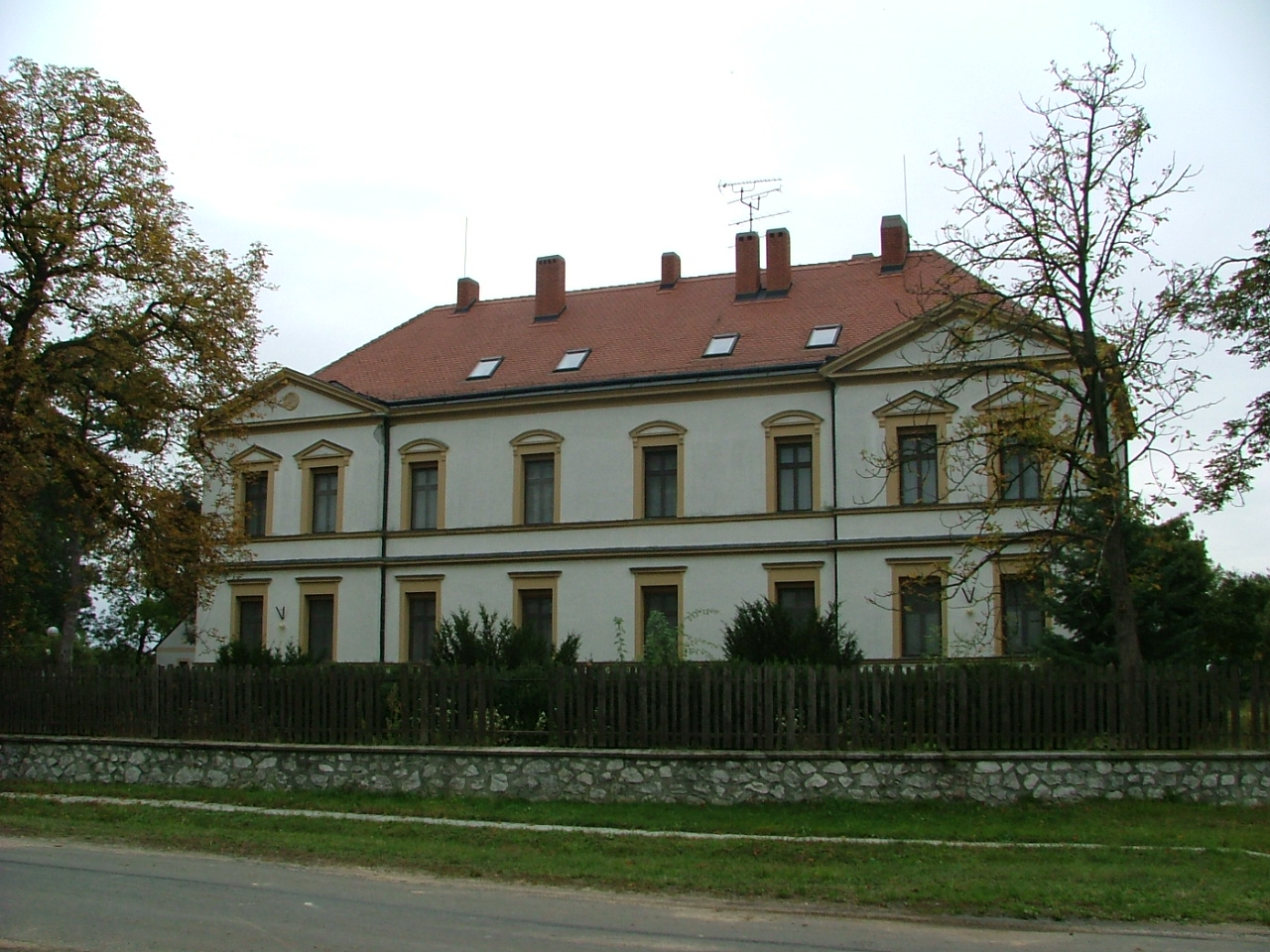
Hellerkasteel
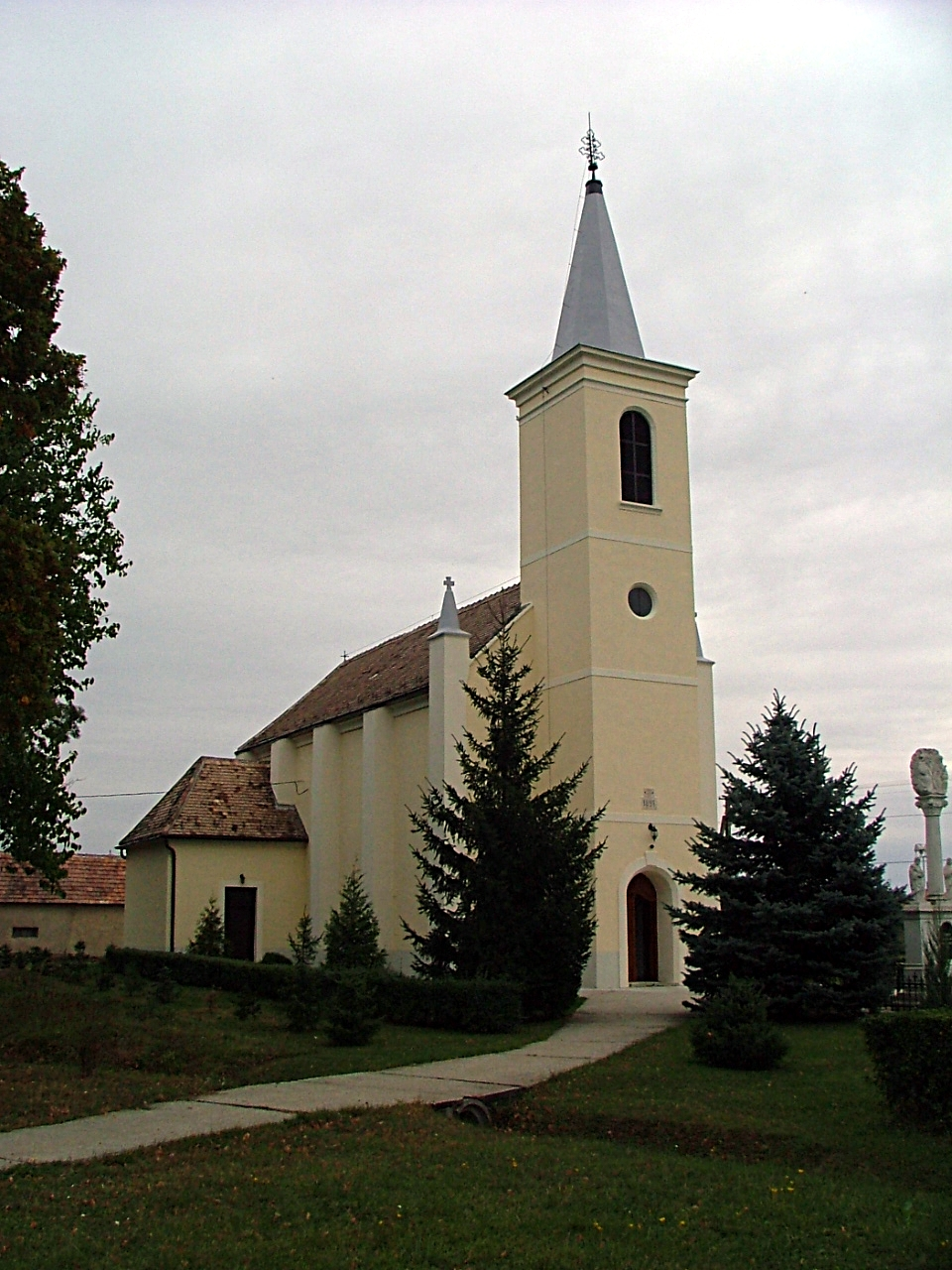
Kerk
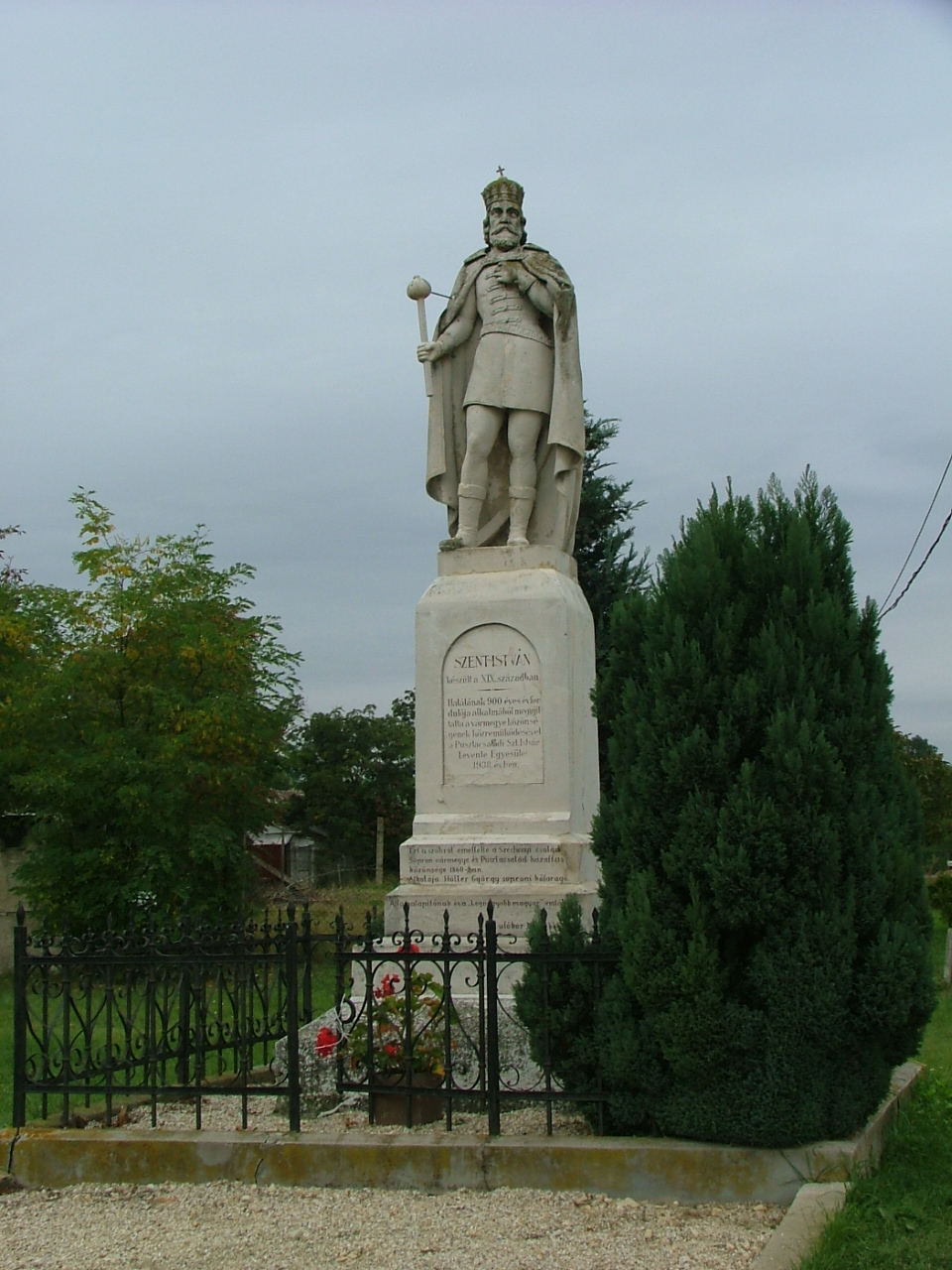
Standbeeld van Sint-Stefaan
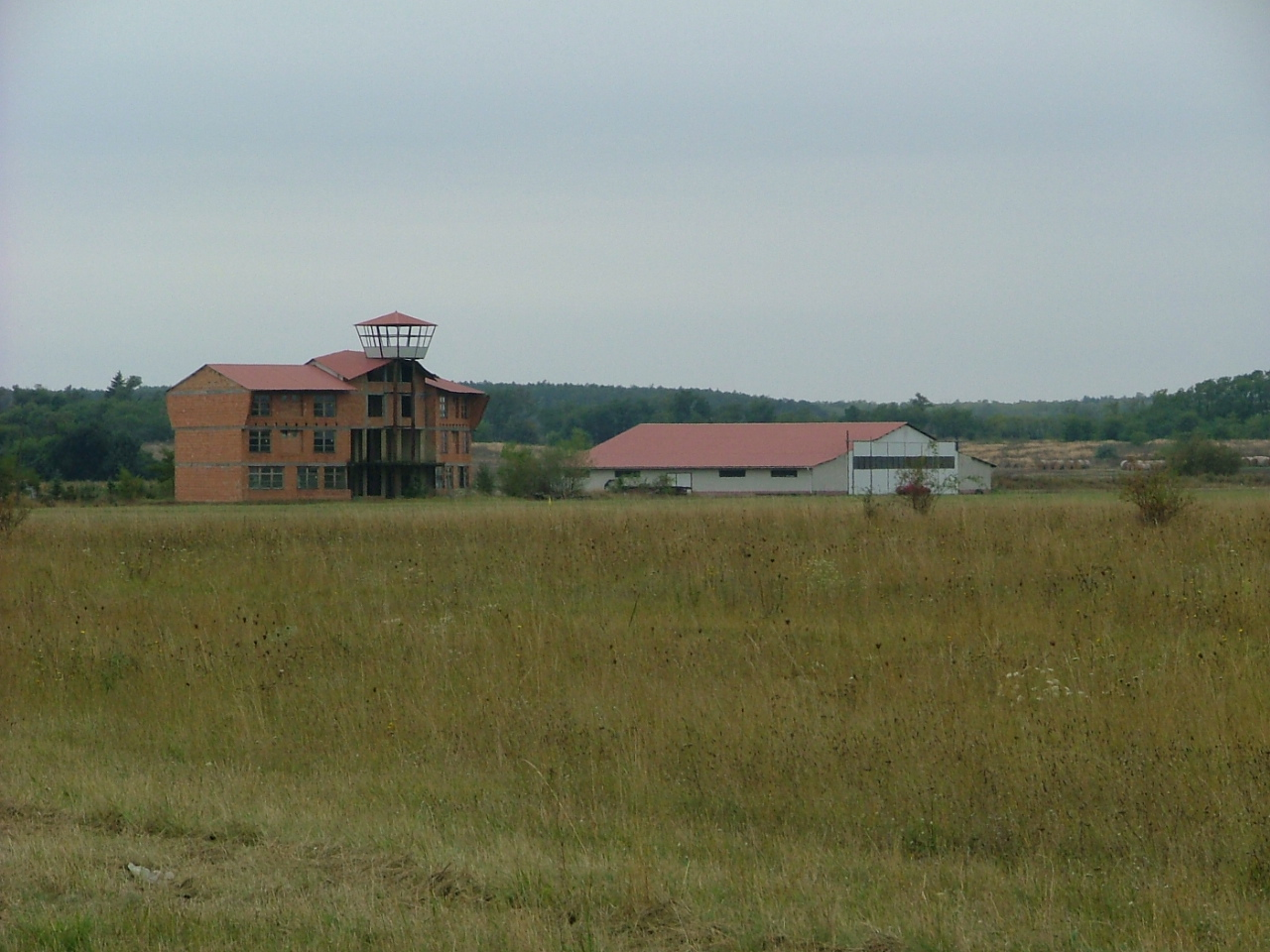
Vliegveld